# Selidosema diagramma
Selidosema diagramma là một loài bướm đêm trong họ Geometridae.